# Tomonobu Yokoyama
Pour les articles homonymes, voir Yokoyama.
Tomonobu Yokoyama (横山 知伸, Yokoyama Tomonobu) est un footballeur japonais né le 18 mars 1985 et mort le 4 janvier 2024. Il joue au poste de défenseur.

## Biographie
Tomonobu Yokoyama commence sa carrière professionnelle au Kawasaki Frontale. En 2012, il est transféré au Cerezo Osaka.
Il meurt le 4 janvier 2024 à l’âge de 38 ans d’une tumeur cérébrale.

## Palmarès
- Vice-champion du Japon en 2008 avec le Kawasaki Frontale